# 江慶瑞
江慶瑞（?—?），安徽省安慶府桐城縣人，清朝政治人物、同進士出身。
光緒二十年（1894年），参加光緒甲午科殿試，登進士三甲16名。同年五月，授内阁中书。